# آتش‌بس
آتَش‌بَس به توقف موقتی هر جنگی گفته می‌شود که در آن، هر کدام از طرف‌های جنگ با تعلیق کارهای تجاوزکارانه موافقت می‌کنند. بر پایه سازمان ملل متحد تعریف واحد و جهانی پذیرفته‌شده‌ای برای واژه آتش‌بس وجود ندارد. آتش‌بس ممکن است بخشی از یک قرارداد رسمی یا بخشی از تفهیم غیررسمی مضمون تعلیق جنگ میان نیروهای مخالف باشد. آتش‌بس در جنگ در صورتی که پایدار بماند به قرارداد ترک مخاصمه منجر می‌شود. ولی هر دو طرف هنوز وضعیت در حالت جنگی باقی می‌ماند. یک آتش‌بس موقت پس از ترک مخاصمه به حالت توافق دائمی صلح منجر می‌شود.
به گفته سازمان ملل متحد بین دو اصطلاح «آتش‌بس» و «توقف درگیری» تفاوت وجود دارد. «توقف درگیری» تمایل به یک توافق غیر رسمی برای توقف جنگ است، اما «آتش‌بس» حالتی رسمی‌تر دارد که با توافق مشخص با جزئیات همراه است. اگر آتش‌بس به یک منطقه مشخص محدود باشد به «آتش‌بس جغرافیایی» شناخته می‌شود.
آتش بس با ماهیت توقف موقت یا موقتی عملیات نظامی و می‌تواند برای مدت کوتاه (چند ساعت یا چند روز) یا نامحدود باشد. از نظر حقوقی وضعیت جنگی همچنان پابرجا است و با هدف فراهم آوردن فرصت برای مذاکرات یا کمک‌های بشردوستانه انجام می شود.

## مفاد توافق آتش‌بس
- هدف از آتش‌بس

- فرایند سیاسی که پس از آن دنبال خواهد شد

- زمان اجرایی شدن آن

- منطقه جغرافیایی که آتش‌بس در بر می‌گیرد
- کنترل فعالیت‌های نظامی مجاز و غیرمجاز
- شیوه نظارت بر آتش‌بس

## نمونه‌های تاریخی

### جنگ جهانی اول
در ۲۴ دسامبر ۱۹۱۴، فرانسه، پادشاهی متحده و آلمان خواستار آتش‌بسی رسمی برای برپایی کریسمس (آتش‌بس کریسمس) شدند. هیچ قراردادی امضا نشد و جنگ پس از چند روز ادامه یافت.

### جنگ کره
برای توقف جنگ و ساخت یک منطقه غیرنظامی، آتش‌بسی در ۲۷ ژوئیه ۱۹۵۳ اجرا شد. تاکنون پیمان صلحی امضا نشده‌است؛ اما کره شمالی و جنوبی از حالت جنگی خارج شده‌اند.

### جنگ ویتنام
در تاریخ ۱۵ ژانویه ۱۹۷۳، رئیس‌جمهور ایالات متحده آمریکا، ریچارد نیکسون درخواست یک آتش‌بس برای توقف بمباران ویتنام شمالی را داد. این درخواست به دنبال بازگشت هنری کسینجر مشاور امور امنیت ملی رئیس‌جمهور آمریکا، از سفر پاریس به واشینگتن مطرح شد. وی همراه خود متن پیش‌نویس توافق‌نامهٔ صلح با ویتنام جنوبی که به پیمان صلح پاریس ۱۹۹۱ معروف شد را داشت.

### جنگ خلیج فارس
پایان جنگ ایران و عراق هم‌زمان با بروز تشنج عراق و کویت بود. ارتش عراق در زمان حکومت صدام حسین و حزب بعث عراق در تاریخ ۱۱ مرداد ۱۳۶۹ (۱۹۹۰ م) به کویت حمله و این کشور را اشغال کرد. عراق با این حمله باعث بروز بحرانی بین‌المللی گردید و اخطار شورای امنیت را نپذیرفت. آمریکا در سال ۱۳۶۹ (۱۹۹۱) با ائتلافی از کشورهای دیگر به کویت و سپس به عراق حمله کرد و ارتش عراق را از کویت بیرون راند. تقریباً ۱۷۵ هزار عراقی اسیر شده بودند و بنابر آمارهای اعلام‌شده از سوی آمریکا شمار تلفات عراقی‌ها به ۲۰ هزار نفر می‌رسید. منابع دیگر شمار کشته‌ها را تا ۱۰۰ هزار نفر هم برآورد می‌کردند. عراق براساس توافقنامهٔ آتش‌بس قبول کرد که همهٔ جنگ‌افزارهای شیمیایی و بیولوژیک خود را از بین برده و به بازرسان سازمان ملل اجازهٔ بازرسی از پایگاه‌های خود را بدهد. تحریم تجاری سازمان ملل تا زمانی که عراق تمامی شروط را اجرا نکرده بود باقی می‌ماند.

### مناقشه کشمیر
مناقشه کشمیر یک مناقشه بر سر اقلیم است که از بعد از چندپارگی هند در سال ۱۹۴۷، عمدتاً بین پاکستان و هند وجود دارد. چین نیز در این اختلاف درگیری کوچکی داشته‌است. تاکنون بر سر این موضوع سه جنگ بین هند و پاکستان رخ داده‌است. این جنگ‌ها شامل جنگ ۱۹۴۷ هند و پاکستان، نبرد کارگیل و نبرد سیاچن است. در حال حاضر چین منطقه دمچک، دره شاکسگام و اقصای چین را به اشغال خود درآورده است. از زمانی که چین این مناطق را در جنگ هند و چین گرفت، هند بر سر ادعای چین نسبت به این مناطق مخالفت می‌کند.

### فلسطین و اسرائیل
تلاش‌های فراوانی برای میانجی‌گری جهت راه حل دو دولت انجام شده‌است؛ از جمله ایجاد یک دولت مستقل فلسطینی در همسایگی دولت اسرائیل، پس از تأسیس این دولت در سال ۱۹۴۸. در سال ۲۰۰۷، اکثریت فلسطینیان و اسرائیلیان، مطابق شماری از نظرسنجی‌ها، راه‌حل دو دولت را بر هر راه‌حل دیگری، به‌عنوان وسیله‌ای برای حل منازعه، ترجیح دادند. به‌علاوه، اکثریتی از یهودیان، تقاضای فلسطینیان را برای تأسیس یک دولت مستقل منصفانه می‌دانند، و فکر می‌کنند اسرائیل می‌تواند با تأسیس چنین دولتی موافقت کند. عدم اعتماد متقابل و عدم موافقت‌های چشم‌گیر دربارهٔ مسائل اساسی میان طرفین، منجر به تردیدی دوجانبه دربارهٔ تعهد طرف مقابل، برای ایفای تعهدات خود در یک توافق‌نامهٔ احتمالی، شده‌است.